# 新潟県消防防災航空隊
新潟県消防防災航空隊（にいがたけんしょうぼうぼうさいこうくうたい）は、新潟県の消防防災航空隊。管轄区域は新潟県全域。

## 概要
- 運行基地：新潟空港[1]
- 管轄面積：12,583.72km2
- 構成人員 = 12人(県内消防本部の救助隊員5人（うち2名救急救命士）・操縦士2人・整備士3人・安全管理1人)
- 運行時間 = 8時30分～17時15分(緊急運行など必要と認められた場合は日の出から日没まで)
- 運行形態 = 朝日航洋（株）に委託
- 主力装備（2015年9月6日現在）
  - 機体： AW139「はくちょう」(機体番号JA15AR)[1]
    - 機体概要
    - 装備概要

  - 旧機体：シコルスキー S-76B「はくちょう」(機体番号JA6747)
    - 機体概要
      - 全長 :約16m
      - 全幅 :約21.3m
      - 全高 :約4.42m
      - ローターブレード :13.41m
      - 最大速度 :287km
      - 航続距離 :920km(予備燃料を除く)
      - 航続時間 :3時間40分(予備燃料を除く)
      - 最大運行高度 :4572m
      - 最大座席数 :13席(+隊員2席)
      - 標準装備重量:3012kg
      - 最大離陸重量:5307kg
      - エンジン名称:PT6B-36A
      - エンジン出力:981shp×2
      - メーカー :シコルスキー・エアクラフト(アメリカ)

    - 装備概要
      - ヘリカメ/ヘリテレ：あり
      - GPS装置 ：あり
      - サーチライト ：あり（ナイトサン・1600W）
      - 動態管理システム ：あり（総務省消防庁貸与）
      - 空中衝突防止装置 ：なし
      - ストレッチャー固定装置：あり(特注品)
      - ホイスト装置 ：最大荷重272kg/ケーブル長76m
      - カーゴフック :最大吊り上げ重量1500kg
      - スピーカー :ラウドスピーカー（出力700W）
      - 空中消火装置 ：2基（容量920ℓ）
      - その他救助・救急資材、地上電源車、トーイング車あり

## 沿革
- 1993年
  - 6月10日 新潟県消防長会議。消防防災課長から消防防災ヘリコプターの整備について試案が提出され、導入について賛成がなされた。
  - 8月10日 「新潟県消防防災ヘリコプター機種選定検討委員会」発足
  - 9月2日 「新潟県消防防災ヘリコプター検討委員会」発足。新潟県消防長会4地区事務担当消防本部の推薦による、11 名の委員で構成される。
  - 10月15日 第1回「新潟県消防防災ヘリコプター機種選定検討委員会」開催
  - 11月10日 新潟県消防長会。消防防災課長から隊員派遣等について正式に要請がある。
- 1994年
  - 3月20日 「新潟県消防防災ヘリコプター運航連絡協議会」設立
  - 10月14日 機体購入仮契約締結。シコルスキー社S－76B（アメリカ製・中型双発機）
- 1995年
  - 2月28日 新潟県消防防災ヘリコプター引渡式
  - 4月1日 新潟県総務部消防防災課ヘリコプター管理事務所開所。新潟県消防防災ヘリコプター「はくちょう」運航開始
- 1996年
  - 1月25日 第1回「新潟県消防防災ヘリコプター運航連絡協議会」開催
  - 4月1日 県庁組織改正。消防防災課は「総務部」から「環境生活部」に移行した。
- 1998年
  - 3月25日 「消防法施行令の一部を改正する政令」施行。回転翼航空機による救急隊を消防法上の救急隊として位置づけ、救急業務への回転翼航空機活用の推進を図る。
- 1999年
  - 5月28日 「消防防災ヘリコプターの運航不能期間等における相互応援協定」締結。新潟県、山梨県及び長野県が締結した。
- 2000年
  - 1月20日 「救急業務実施基準」一部改正。回転翼航空機による救急業務が適切かつ円滑に運営されるため基準の一部が改正された。
  - 3月1日 「消防防災ヘリコプターの運航不能期間等における北海道・東北8道県相互応援協定」締結
  - 5月12日 「消防防災ヘリコプターの運航不能期間等における相互応援協定」締結先の新潟県、山梨県及び長野県に新たに群馬県も締結した。
  - 6月14日 「ヘリコプターによる救急システムの推進に関する検討会」開催
  - 12月25日 「緊急消防援助隊要綱」改正航空部隊の新設により、新潟県隊の部隊として登録される。
- 2001年
  - 1月1日 「新潟県消防防災ヘリコプター救急搬送取扱手引」作成、適用開始。ヘリコプターによる救急システムの整備、充実を図る。
  - 11月21日 平成13年度全国航空消防防災協議会第2回研修会。41都道府県及び8都市の消防・防災航空隊、98名が参加し弥彦村で開催された。
- 2002年
  - 4月1日 県庁組織改正。消防防災課は「環境生活部」から「県民生活・環境部」に移行した。
  - 6月1日～15日 新潟市において「2002 FIFAワールドカップ」が開催。自衛隊、警察等の防災関係機関と連携し、大会開催期間中の警備にあたる。
  - 7月31日 新潟市において「近隣県消防防災航空隊合同訓練」を実施。近隣5県及び新潟市消防局から90名が参加した。
- 2003年
  - 11月7日 新潟市において北海道・東北ブロック緊急消防援助隊合同訓練が開催。航空部門は6道県市から6機の参加で訓練を実施した。
- 2004年
  - 4月1日 県庁組織改正。消防防災課は「県民生活・環境部消防防災課」から「県民生活・環境部防災局消防課」に移行した。
  - 4月1日 消防組織法に位置づけられた緊急消防援助隊が発足。総務省消防庁長官の指示により出動が可能となる。
  - 4月15日 「新潟県消防防災ヘリコプター連携活動要領」作成、適用開始。ヘリコプターと地上部隊との連携を文書化、充実を図る。
  - 4月16日～17日 大規模山林火災における消火活動。岩船郡村上市で大規模な山林火災が発生、消火バケットによる消火活動を実施した。広域応援により山形県及び宮城県防災ヘリコプター、災害派遣により陸上自衛隊ヘリコプターが連携して消火活動を実施した。
  - 7月13日 平成16年7月新潟・福島豪雨（7.13水害）による緊急消防援助隊派遣要請。緊急消防援助隊航空機9機及び自衛隊、海上保安庁、警察の他機関航空機の運用にあたる。
  - 10月23日 新潟県中越地震による緊急消防援助隊派遣要請。緊急消防援助隊航空機20機及び県災害対策本部、緊急消防援助隊調整本部の運用調整にあたる。
  - 11月19日 総務大臣から感謝状、消防庁長官から表彰状を受領
- 2005年
  - 4月7日 「新潟県消防防災ヘリコプター消防隊員派遣計画」の一部改正。消防防災航空隊員の派遣期間を一律3年とした。
  - 9月1日 三機関合同訓練。新潟空港訓練スポットにおいて、第九管区海上保安本部新潟航空基地及び新潟県警察航空隊と合同で訓練を実施した。
  - 11月14日 耐空検査及び機体改修に伴う2度目の長期運航休止。耐空検査と併せて、ヘリコプターテレビ中継システム機上局設備、航空衛星電話装置の装備機体改修及びAED機体干渉試験等を実施した。
- 2006年
  - 3月29日 ヘリコプターテレビ電送システム運用開始
  - 7月24日 「災害時等における福島県、茨城県、栃木県、群馬県及び新潟県 五県相互応援に関する協定」締結
  - 10月3日 福島県、茨城県、栃木県、群馬県及び新潟県五県合同訓練。福島県において消防防災ヘリ5県5機により訓練を実施した。
- 2007年
  - 4月1日 県庁組織改正及び事務の移管。消防防災航空隊の所管が「県民生活・環境部防災局消防課」から「防災局危機対策課」に移行した。
  - 5月9日 山林火災発生による応援要請。新発田市・胎内市境界付近櫛形山脈で山林火災が発生した。新潟県消防防災ヘリは点検整備中であったため、北海道・東北8道県相互応援協定に基づく広域応援により山形県及び福島県防災ヘリコプターが連携して消火活動を実施した。
  - 7月16日 新潟県中越沖地震による緊急消防援助隊派遣要請。緊急消防援助隊航空機9機及び航空活動支援隊2 隊並びに県災害対策本部、緊急消防援助隊調整本部の運用調整にあたる。
  - 9月5日 屋上ヘリポート離着陸訓練。新潟市民病院屋上ヘリポート完成に伴い離着陸訓練を実施した。
  - 10月18日～19日 北海道・東北ブロック緊急消防援助隊合同訓練。岩手県において、消防・防災ヘリ5機（5県市）により訓練を実施した。
  - 10月25日 三機関合同訓練。新潟空港訓練スポットにおいて、第九管区海上保安本部新潟航空基地・新潟県警察航空隊と合同で訓練を実施した。
- 2008年
  - 3月31日 「消防防災ヘリコプターの運航不能期間等における相互応援協定」締結。新潟県、富山県が締結した。
  - 6月14日 岩手・宮城内陸地震による緊急消防援助隊応援活動。孤立集落から28名を救出した。
  - 7月31日 消防庁長官から褒状を受領
  - 10月15日～16日 北海道・東北ブロック緊急消防援助隊合同訓練。秋田県において、消防・防災ヘリ9機（9都県市）により訓練を実施した。
- 2009年
  - 3月27日 「緊急消防援助隊指揮支援隊の輸送に関する協定」締結。新潟県、新潟市が締結した。
  - 4月12日 宮城県角田市山林火災による広域航空消防防災応援活動。宮城県角田市において2機関16機が連携し消火活動を実施した。
  - 8月17日 新潟県消防防災ヘリコプター総飛行時間「5000時間」達成
  - 10月13日～14日 北海道・東北ブロック緊急消防援助隊合同訓練。山形県において、消防・防災ヘリ8機（8道県市）により訓練を実施した。
- 2010年
  - 1月23日 ヘリコプター動態管理システム運用開始（総務省消防庁貸与）
  - 2月28日～3月1日 チリ沖地震による広域航空消防防災応援活動。（青森県、岩手県、宮城県沿岸部大津波警報発令)花巻空港において防災ヘリ2機により災害待機した。
  - 6月4日～5日 緊急消防援助隊全国合同訓練。愛知県において、消防・防災ヘリ14機（14都県市）により訓練を実施した。
  - 11月8日～9日 北海道・東北ブロック緊急消防援助隊合同訓練。福島県において、消防・防災ヘリ10機（10都県市）により訓練を実施した。
- 2011年
  - 3月11日～12日 東日本大震災による緊急消防援助隊応援活動で福島空港に航空支援員４名を派遣した。
  - 4月1日～26日 東日本大震災による緊急消防援助隊応援活動で消防庁長官の指示により宮城県へ26日間延べ195名を派遣し情報収集及び被害状況調査、広域救急搬送を実施した。
  - 7月30日～31日 平成23年7月新潟・福島豪雨 による大規模特殊災害時における広域航空消防防災応援により山形県、秋田県の防災ヘリ２機が捜索救助及び救援物資搬送等を実施した。
  - 10月24日 佐渡総合病院屋上ヘリポート完成に伴い離着陸訓練を実施した。
  - 11月1日 緊急消防援助隊関東ブロック合同訓練参加
  - 11月6日 東日本大震災における緊急消防援助隊活動に対し総務大臣から表彰状を受領
- 2012年
  - 9月1日 新潟県消防防災ヘリコプター総飛行時間「6000時間」達成
  - 10月26日 新潟大学医歯学総合病院ヘリポート完成に伴い離着陸訓練を実施した。
- 2015年
  - シコルスキー S-76からアグスタウエストランド AW139に更新[1]

## 組織
- 防災局長（統括管理者）
  - 危機対策課長（運行管理責任者）
    - 消防防災航空隊
      - 隊長（運航指揮者） 1名
      - 副隊長 2名
      - 隊員 5名
        - 受託会社
          - 操縦士・整備士・安全管理担当者